# Kabinett Modi I

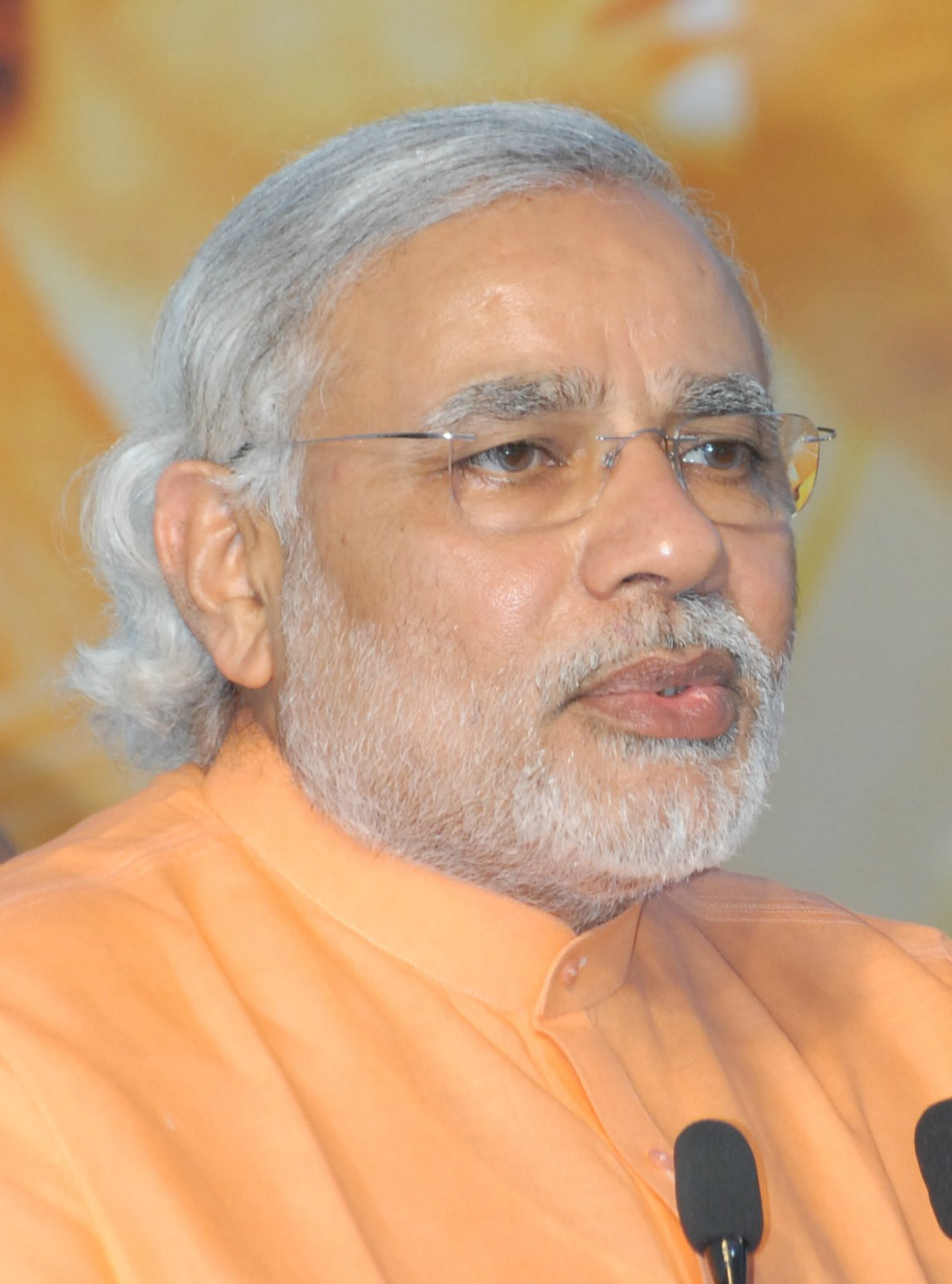
Narendra Modi (2014)

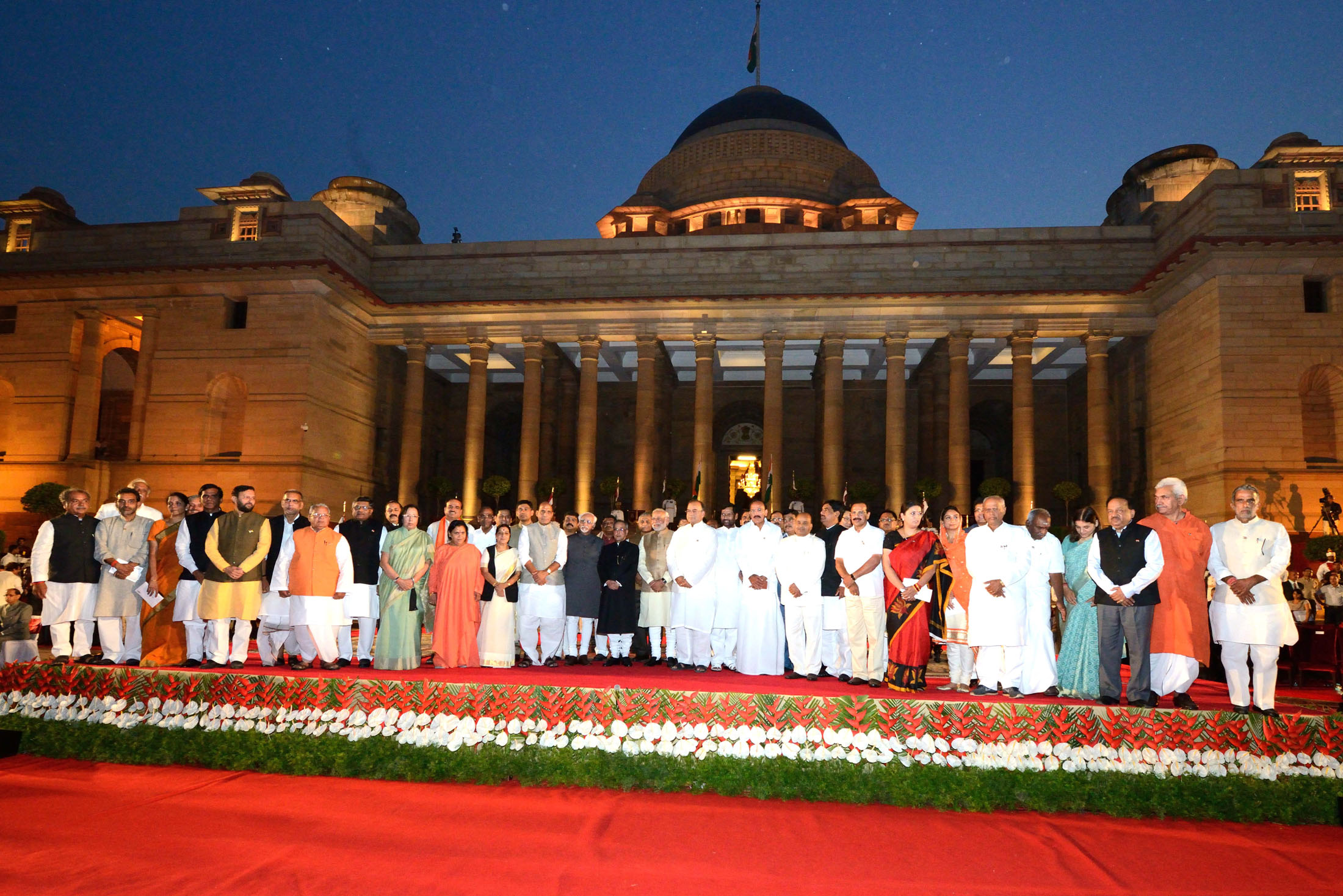
Das Kabinett am 26. Mai 2014 vor dem Rashtrapati Bhavan in Neu-Delhi, nach seiner Vereidigung

Nach der für die Bharatiya Janata Party (BJP) erfolgreich verlaufenen Parlamentswahl in Indien 2014 wurde der Spitzenkandidat Narendra Modi am 26. Mai 2014 als neuer indischer Ministerpräsident vereidigt. Am selben Tag wurden auch erste personelle Details über die künftigen Minister des Kabinetts Modi bekannt. Das Kabinett umfasste außer dem Ministerpräsidenten 45 Kabinettsmitglieder, davon 23 Kabinettsminister (Union Cabinet Minister), 10 Staatsminister mit eigenem Aufgabenbereich (Ministers of State with independent charge) und weitere 12 Staatsminister. Vom personellen Umfang her war die Regierung damit deutlich kleiner als das vorangegangene Kabinett Manmohan Singh II, das bei seiner Erstvorstellung 79 Mitglieder umfasste. In der neuen Regierung wurden mehrere Ministerien mit ähnlichem Aufgabenbereich zusammengelegt. Damit erfüllte Modi sein Wahlkampfversprechen von „maximaler Regierungsführung mit einer minimalen Regierung“ (minimum government, maximum governance).
Obwohl die BJP in der Lok Sabha über die absolute Mehrheit der Mandate verfügte und nicht auf Koalitionspartner angewiesen war, wurden auch einige Posten mit Angehörigen anderer NDA-Parteien besetzt. Die Parteien Shiv Sena, Telugu Desam Party, Shiromani Akali Dal und Lok Janshakti Party erhielten jeweils einen Ministerposten, die Rashtriya Lok Samta Party einen Staatsministerposten. Mit Maneka Gandhi, der Witwe von Sanjay Gandhi, gehörte der Regierung auch ein prominentes Mitglied der Nehru-Gandhi-Familie an.

## Personelle Zusammensetzung bei Erstvorstellung
Im Kabinett waren die nördlichen indischen Bundesstaaten, dank derer die BJP hauptsächlich ihren Sieg errungen hatte, anteilmäßig deutlich überrepräsentiert. Aus dem südlichen Kerala und dem bevölkerungsstarken Westbengalen, in denen die BJP schlecht abgeschnitten hatte, kam kein einziges Kabinettsmitglied. Unter den 45 Kabinettsmitgliedern befanden sich eine Muslimin (Najma Heptulla), und zwei Sikhs (Harsimrat Kaur Badal und Maneka Gandhi), Smriti Irani kommt aus einer Hindu-Familie, ist aber mit einem Parsen verheiratet. Die restlichen 41 Kabinettsmitglieder waren Hindus, wobei obere privilegierte Kasten wie Brahmanen, Rajputen, Kayasthas, Vaishyas und andere einflussreiche Kasten wie Lingayats, Vokkaligas und Marathas mit 20 Kabinettsposten deutlich gegenüber den unteren Kasten (13 Kabinettsposten, darunter auch der Premierminister) überrepräsentiert waren. Drei Kabinettsmitglieder gehörten den Adivasi an, und drei den Dalit. Sieben der 45 Kabinettsmitglieder waren Frauen (davon allerdings sechs der 23 Kabinettsminister).

## Spätere Kabinettsumbildungen
Am 5. Juli 2016 fand eine größere Kabinettsumbildung statt. Das Kabinett wurde dabei um 19 neue Amtsträger erweitert und Zuständigkeiten wurden neu verteilt. Von diesen 19 Personen gehörten 17 der BJP an, einer der Republican Party of India (Athwale) und einer der Apna Dal. Danach umfasste das Kabinett 77 Mitglieder. Da viele der neu Ernannten Dalits waren oder den unterprivilegierten Bevölkerungsschichten (Other Backward Classes) angehörten, wurde in der Presse spekuliert, dass die Umbildung auch aus taktischen Gründen erfolgt sei, um sich bei der 2017 anstehenden wichtigen Parlamentswahl in Uttar Pradesh besser gegenüber Mayawatis Bahujan Samaj Party und Mulayam Singh Yadavs Samajwadi Party positionieren.

## Kabinettsminister
| Amt | Name                                        | Bundesstaat      | Partei | Partei |
| --- | ------------------------------------------- | ---------------- | ------ | ------ |
| Premierminister (Prime Minister) beim Premierminister angesiedelt: • Planungskommission (Planning Commission) • Abteilung für Raumfahrt und Atomenergie (Department of Space & Department of Atomic Energy) | Narendra Modi                               | Gujarat          |        | BJP    |
| Inneres (Home Affairs) | Rajnath Singh                               | Uttar Pradesh    |        | BJP    |
| Finanzen (Finance) | Arun Jaitley                                | Delhi            |        | BJP    |
| Außenministerium (Foreign Affairs) | Sushma Swaraj                               | Madhya Pradesh   |        | BJP    |
| Landwirtschaft (Agriculture) | Radha Mohan Singh                           | Bihar            |        | BJP    |
| Verteidigung (Defence) | Arun Jaitley                                | Delhi            |        | BJP    |
| Verteidigung (Defence) | Manohar Parrikar (ab 9. November 2014)      | Goa              |        | BJP    |
| Eisenbahn (Railways) | D. V. Sadananda Gowda                       | Karnataka        |        | BJP    |
| Eisenbahn (Railways) | Suresh Prabhu (ab 9. November 2014)         | Maharashtra      |        | BJP    |
| Gesundheit (Health) | Harsh Vardhan                               | Delhi            |        | BJP    |
| Gesundheit (Health) | Jagat Prakash Nadda (ab 9. November 2014)   | Himachal Pradesh |        | BJP    |
| Entwicklung von Humanressourcen (Human Resource Development) | Smriti Irani                                | Maharashtra      |        | BJP    |
| Entwicklung von Humanressourcen (Human Resource Development) | Prakash Javadekar (ab 5. Juli 2016)         | Madhya Pradesh   |        | BJP    |
| Justiz, Kommunikation und Informationstechnologie (Law and Justice, Communications and Information Technology) 5. Juli 2016: Abtrennung der Zuständigkeiten für Kommunikation und Informationstechnologie   | Ravi Shankar Prasad                         | Bihar            |        | BJP    |
| Justiz, Kommunikation und Informationstechnologie (Law and Justice, Communications and Information Technology) 5. Juli 2016: Abtrennung der Zuständigkeiten für Kommunikation und Informationstechnologie   | D. V. Sadananda Gowda (ab 9. November 2014) | Karnataka        |        | BJP    |
| Justiz, Kommunikation und Informationstechnologie (Law and Justice, Communications and Information Technology) 5. Juli 2016: Abtrennung der Zuständigkeiten für Kommunikation und Informationstechnologie   | Ravi Shankar Prasad (ab 5. Juli 2016)       | Bihar            |        | BJP    |
| Stadtentwicklung und Parlamentsangelegenheiten (Urban Development & Parliamentary Affairs) seit dem 5. Juli 2016 auch Kommunikation und Informationstechnologie (Communications and Information Technology) | Venkaiah Naidu                              | Andhra Pradesh   |        | BJP    |
| Land- und Wasserstraßenverkehr (Surface Transport Ministry and Shipping Ministry) | Nitin Gadkari                               | Maharashtra      |        | BJP    |
| Ländliche Entwicklung (Rural Development) | Gopinath Munde Am 3. Juni 2014 verstorben   | Maharashtra      |        | BJP    |
| Ländliche Entwicklung (Rural Development) | Nitin Gadkari (ab 4. Juni 2014)             | Maharashtra      |        | BJP    |
| Ländliche Entwicklung (Rural Development) | Birender Singh (ab 9. November 2014)        | Haryana          |        | BJP    |
| Kleinst- und Kleinunternehmen (Micro, Small and Medium Enterprises) | Kalraj Mishra                               | Uttar Pradesh    |        | BJP    |
| Zivilluftfahrt (Civil Aviation) | Ashok Gajapathi Raju (bis 8. März 2018)     | Andhra Pradesh   |        | TDP    |
| Zivilluftfahrt (Civil Aviation) | Suresh Prabhu (ab 10. März 2018)            | Maharashtra      |        | BJP    |
| Bergbau, Stahl, Arbeit und Beschäftigung (Mines, Steel, Labour and Employment) | Narendra Singh Tomar                        | Madhya Pradesh   |        | BJP    |
| Bergbau, Stahl, Arbeit und Beschäftigung (Mines, Steel, Labour and Employment) | Chaudhary Birender Singh (ab 5. Juli 2014)  | Haryana          |        | BJP    |
| Schwerindustrie und öffentliche Unternehmen (Heavy Industries and Public Enterprises) | Anant Geete                                 | Maharashtra      |        | SHS    |
| Wasserressourcen (Water Resources) | Uma Bharti                                  | Madhya Pradesh   |        | BJP    |
| Ernährung und Versorgung der Bevölkerung (Food and Civil supplies) | Ram Vilas Paswan                            | Bihar            |        | LJP    |
| Lebensmittelverarbeitung (Food processing) | Harsimrat Kaur Badal                        | Punjab           |        | SAD    |
| Parlamentarische Angelegenheiten, sowie Chemikalien und Düngemittel (Parliamentary Affairs & Additional charge of Chemicals and Fertilizers)                                                                | Ananth Kumar                                | Karnataka        |        | BJP    |
| Stammesangelegenheiten (Tribal Affairs) | Jual Oram                                   | Odisha           |        | BJP    |
| Kinder- und Frauenentwicklung (Women and Child Development) | Maneka Gandhi                               | Delhi            |        | BJP    |
| Minderheitenangelegenheiten (Minority Affairs) | Najma Heptulla                              | Madhya Pradesh   |        | BJP    |

## Staatsminister mit eigenem Aufgabenbereich
Die Staatsminister mit eigenem Aufgabenbereich (Minister of State with independent charge) sind einem Ministerium zugeordnet, führen aber eigenverantwortlich einen Aufgabenbereich.
| Aufgabenbereich | Name                                      | Bundesstaat    | Partei | Partei |
| --- | ----------------------------------------- | -------------- | ------ | ------ |
| Entwicklung der Nordostregion, Auswärtiges, Inder im Ausland (Development of North Eastern Region (Independent Charge) External Affairs, Overseas Indian Affairs) | Vijay Kumar Singh                         | Uttar Pradesh  |        | BJP    |
| Entwicklung der Nordostregion, Auswärtiges, Inder im Ausland (Development of North Eastern Region (Independent Charge) External Affairs, Overseas Indian Affairs) | Jitendra Singh (ab 9. November 2014)      | Rajasthan      |        | BJP    |
| Planung, Statistik und Programmdurchführung, Verteidigung (Planning (Independent Charge), Statistics and Programme Implementation (Independent Charge), Defence) | Rao Inderjit Singh                        | Haryana        |        | BJP    |
| Planung, Statistik und Programmdurchführung, Verteidigung (Planning (Independent Charge), Statistics and Programme Implementation (Independent Charge), Defence) | D. V. Sadananda Gowda (ab 5. Juli 2016)   | Karnataka      |        | BJP    |
| Textilien, Parlamentsangelegenheiten, Wasserressourcen, Flussentwicklung und Säuberung des Ganges (Textiles (Independent Charge), Parliamentary Affairs, Water Resources, River Development and Ganga Rejuvenation) | Santosh Kumar Gangwar                     | Uttar Pradesh  |        | BJP    |
| Kommunikation (Communications) (am 5. Juli 2016 vom Justizministerium abgetrennt) | Manoj Sinha                               | Uttar Pradesh  |        | BJP    |
| Kultur und Tourismus (Culture (Independent Charge), Tourism (Independent Charge)) | Shripad Yesso Naik                        | Goa            |        | BJP    |
| Kultur und Tourismus (Culture (Independent Charge), Tourism (Independent Charge)) | Mahesh Sharma (ab 9. November 2014)       | Uttar Pradesh  |        | BJP    |
| Öl und Erdgas (Petroleum and Natural Gas (Independent Charge)) | Dharmendra Pradhan                        | Odisha         |        | BJP    |
| Entwicklung, Unternehmen, Jugendangelegenheiten und Sport (Skill Development, Entrepreneurship, Youth Affairs and Sports (Independent Charge)) | Sarbananda Sonowal                        | Assam          |        | BJP    |
| Entwicklung, Unternehmen, Jugendangelegenheiten und Sport (Skill Development, Entrepreneurship, Youth Affairs and Sports (Independent Charge)) | Jitendra Singh (ab 22. Mai 2016)          | Rajasthan      |        | BJP    |
| Information, Rundfunk (Information and Broadcasting) | Prakash Javadekar                         | Maharashtra    |        | BJP    |
| Information, Rundfunk (Information and Broadcasting) | Arun Jaitley (ab 9. November 2014)        | Delhi          |        | BJP    |
| Information, Rundfunk (Information and Broadcasting) | M. Venkaiah Naidu (ab 5. Juli 2016)       | Andhra Pradesh |        | BJP    |
| Umwelt, Forstwirtschaft, Klimafragen, Parlamentsangelegenheiten (Environment, Forest and Climate Change (Independent Charge), Parliamentary Affairs) | Prakash Javadekar                         | Maharashtra    |        | BJP    |
| Energie, Kohle, neue und erneuerbare Energien (Power (Independent Charge), Coal (Independent Charge), New and Renewable Energy (Independent Charge)) | Piyush Goyal                              | Maharashtra    |        | BJP    |
| Wissenschaft und Technologie, Erdwissenschaften, Büro des Premierministers, Personal, Beschwerdewesen, Pensionen Abteilung für Atomenergie, Abteilung für Raumfahrt (Science and Technology (Independent Charge), Earth Sciences (Independent Charge) Prime Minister Office, Personnel, Public Grievances & Pensions, Department of Atomic Energy, Department of Space) | Jitendra Singh                            | Rajasthan      |        | BJP    |
| Wissenschaft und Technologie, Erdwissenschaften, Büro des Premierministers, Personal, Beschwerdewesen, Pensionen Abteilung für Atomenergie, Abteilung für Raumfahrt (Science and Technology (Independent Charge), Earth Sciences (Independent Charge) Prime Minister Office, Personnel, Public Grievances & Pensions, Department of Atomic Energy, Department of Space) | Harsh Vardhan (ab 9. November 2014)       | Delhi          |        | BJP    |
| Handel und Industrie, Finanzen und öffentliche Angelegenheiten (Commerce and Industry (Independent Charge), Finance, Corporate Affairs) | Nirmala Sitharaman                        | Tamil Nadu     |        | BJP    |
| Arbeit und Beschäftigung (Labour and Employment) | Bandaru Dattatreya                        | Telangana      |        | BJP    |
| Minderheitenangelegenheiten (Minority Affairs) | Mukhtar Abbas Naqvi (ab 9. November 2014) | Uttar Pradesh  |        | BJP    |
| Ausbildung und Unternehmertum (Skill Development & Entrepreneurship) | Rajiv Pratap Rudy (ab 9. November 2014)   | Bihar          |        | BJP    |

## Staatsminister
Die Staatsminister (Minister of State) sind jeweils einem Minister untergeordnet und entsprechen von der Funktion her Staatssekretären. 
| Aufgabenbereich | Name                                                      | Bundesstaat       | Partei | Partei |
| --- | --------------------------------------------------------- | ----------------- | ------ | ------ |
| Zivilluftfahrt (Civil aviation) | G. M. Siddeshwara                                         | Karnataka         |        | BJP    |
| Zivilluftfahrt (Civil aviation) | Mahesh Sharma (ab 9. November 2014)                       | Uttar Pradesh     |        | BJP    |
| Zivilluftfahrt (Civil aviation) | Jayant Sinha (ab 5. Juli 2016)                            | Jharkhand         |        | BJP    |
| Eisenbahn (Railways) | Manoj Sinha                                               | Uttar Pradesh     |        | BJP    |
| Chemikalien und Düngemittel (Chemicals and Fertilizers)                                                                                           | Nihalchand Chauhan                                        | Rajasthan         |        | BJP    |
| Ländliche Entwicklung, Panchayati Raj, Trinkwasser und Abwasserabgelegenheiten (Rural Development, Panchayati Raj, Drinking Water and Sanitation) | Upendra Kushwaha                                          | Bihar             |        | RLSP   |
| Ländliche Entwicklung, Panchayati Raj, Trinkwasser und Abwasserabgelegenheiten (Rural Development, Panchayati Raj, Drinking Water and Sanitation) | Birender Singh (ab 9. November 2014)                      | Haryana           |        | BJP    |
| Ländliche Entwicklung, Panchayati Raj, Trinkwasser und Abwasserabgelegenheiten (Rural Development, Panchayati Raj, Drinking Water and Sanitation) | Narendra Singh Tomar (ab 5. Juli 2016)                    | Madhya Pradesh    |        | BJP    |
| Schwerindustrie und öffentliche Unternehmen (Heavy Industries and Public Enterprises)                                                             | Pon. Radhakrishnan                                        | Tamil Nadu        |        | BJP    |
| Inneres (Home Affairs) | Kiren Rijiju                                              | Arunachal Pradesh |        | BJP    |
| Straßentransport und Autobahnen, Schifffahrt (Road Transport and Highways, Shipping)                                                              | Krishan Pal                                               | Haryana           |        | BJP    |
| Landwirtschaft, Nahrungsmittelindustrie (Agriculture, Food Processing Industries)                                                                 | Sanjeev Kumar Balyan                                      | Uttar Pradesh     |        | BJP    |
| Stammesangelegenheiten (Tribal Affairs) | Mansukhbhai Dhanjibhai Vasava                             | Gujarat           |        | BJP    |
| Verbraucherangelegenheiten, Nahrungsmittel und -verteilung (Consumer Affairs, Food and Public Distribution)                                       | Raosaheb Dadarao Danve                                    | Maharashtra       |        | BJP    |
| Bergbau, Stahl, Arbeit und Beschäftigung (Mines, Steel, Labour and Employment)                                                                    | Vishnu Deo Sai                                            | Chhattisgarh      |        | BJP    |
| Soziale Gerechtigkeit und Unterstützung (Social Justice and Empowerment)                                                                          | Sudarshan Bhagat                                          | Jharkhand         |        | BJP    |
| Kleinst- und Kleinunternehmen (Micro, Small and Medium Enterprises)                                                                               | Giriraj Singh (ab 9. November 2014)                       | Bihar             |        | BJP    |
| Trinkwasserver- und Abwasserentsorgung (Drinking Water & Sanitation)                                                                              | Ram Kripal Yadav (ab 9. November 2014)                    | Bihar             |        | BJP    |
| Chemikalien und Düngemittel (Chemicals & Fertilizers)                                                                                             | Hansraj Gangaram Ahir (ab 9. November 2014)               | Maharashtra       |        | BJP    |
| Wissenschaft und Technologie und Erdwissenschaften (Science and Technology and Earth Science)                                                     | Y.S. Chowdary (9. November 2014 bis 8. März 2018)         | Andhra Pradesh    |        | TDP    |
| Finanzen (Finance) | Jayant Sinha (ab 9. November 2014)                        | Jharkhand         |        | BJP    |
| Stadtentwicklung, Wohnungen und Bekämpfung städtischer Armut (Urban Development, Housing and Urban Poverty Alleviation)                           | Babul Supriyo (ab 9. November 2014)                       | Westbengalen      |        | BJP    |
| Information und Rundfunk (Information & Broadcasting)                                                                                             | Rajyavardhan Singh Rathore (ab 9. November 2014)          | Rajasthan         |        | BJP    |
| Soziale Gerechtigkeit und deren Durchsetzung (Social Justice & Empowerment)                                                                       | Vijay Sampla (ab 9. November 2014)                        | Rajasthan         |        | BJP    |
| Entwicklung von Humanressourcen (Human Resource Development)                                                                                      | Upendra Kushwaha (9. November 2014 bis 10. Dezember 2018) | Bihar             |        | RLSP   |